# Mourmé
Le mourmé est un langage professionnel développé par la corporation des frahans, c'est-à-dire les tailleurs de pierre de Savoie, dans l'objectif de préserver les secrets de fabrication et de se protéger de la concurrence.

## Bref historique
L'activité de tailleur de pierre se développa fortement en Savoie à compter du XVIIe siècle pour compenser le déclin de l'économie ancestrale. Les tailleurs de pierre travaillaient localement, mais n'hésitaient pas à émigrer dans des régions plus éloignées et jusqu'en Suisse. À la fin du XVIIIe siècle, on estime que 9 hommes sur 10 de la vallée du Giffre travaillaient la pierre.
Le langage commença à reculer au milieu du XIXe siècle quand les entrepreneurs de travaux se sont sédentarisés. À partir de la même époque, l'activité de tailleur de pierre régressa fortement avec le développement du ciment et du béton qui permettaient de construire des bâtiments pour un coût bien moindre. Au début du XXe siècle, une dizaine de tailleurs de pierre pratiquaient encore le mourmé. Plus personne aujourd'hui.

## Structure
C'est un langage artificiel à l'élaboration très complexe.
Certains mots résultent de l'inversion des syllabes comme le verlan. D'autres proviennent de langues germaniques, du latin ou de dialectes locaux.

### Petit vocabulaire
- Frahans = Tailleurs de pierre à l'origine de ce langage
- Kègnes = maçons
- Bouscolins = charpentiers
- Bélofrogne = outil
- Céba = Suisse
- Mannedigne = Samoëns
- Pelliahe = Savoie
- Drinna = femme